# Mushroom Men : La Guerre des spores
Mushroom Men : La Guerre des spores (Mushroom Men: The Spore Wars) est un jeu vidéo d'action-aventure développé par Red Fly Studio et édité par Gamecock Media Group, sorti en 2008 sur Wii.
Un jeu dans le même univers est sorti sur Nintendo DS : Mushroom Men : Les Premiers Champignhommes.

## Accueil
- Jeuxvideo.com : 12/20[1]